# Ryti-Palonen
Ryti-Palonen eller Rytipalonen är en sjö i Finland. Den ligger i kommunen Kuhmo i landskapet Kajanaland, i den östra delen av landet, 500 km nordost om huvudstaden Helsingfors. Ryti-Palonen ligger 201 meter över havet. Den är 3,5 meter djup. Arean är 27,7 hektar och strandlinjen är 2,29 kilometer lång. Sjön  ingår i Uleälvens huvudavrinningsområde.   Den sträcker sig 0,6 kilometer i nord-sydlig riktning, och 0,9 kilometer i öst-västlig riktning.